# Caspar Moltke
Caspar Herman Gottlob greve Moltke (6. oktober 1738 i Stege – 17. april 1800 i Rendsborg) var en dansk greve, godsejer og officer. Han var bror til Adam Gottlob Ferdinand Moltke, Joachim Godske Moltke og Ludvig Moltke samt halvbror til Carl Emil Moltke, Otto Joachim Moltke og Gebhard Moltke-Huitfeldt.
Som søn af Frederik V's yndling, Adam Gottlob Moltke (af 1. ægteskab) fik Moltke naturlig
forskellige udnævnelser både tidligt og hurtig efter hinanden. Allerede i sit 14. år blev han kornet i Hestgarden, kammerjunker og ritmester i 1. jyske Rytterregiment. 2 år senere blev han forsat til Hestgarden, det følgende år generaladjudant, 19 år gammel kammerherre og året efter oberst og chef for Holstenske Rytterregiment. Dette ombyttede han 1761 med Livregiment Dragoner, og 1762 fik han tillige Husarregimentet.
Kort efter at faderen var blevet statsminister, indtrådte Moltke 1763 som deputeret i det nyoprettede General-Krigsdirektorium sammen med Peter Elias von Gähler, hvis elev han havde været. I sin karakteristik af Direktoriets medlemmer siger U A. Holstein om Moltke, at han er "le fils bien et dignement aimé de son père" og "un jeune homme actif, appliqué à son métier et ami de ses amis". Omtrent samtidig blev Moltke kommandør for begge gardeafdelinger. Men allerede 1765 fratrådte han som deputeret, hvortil årsagen dog næppe må søges i uoverensstemmelse med den daværende magthaver, Claude Louis de Saint-Germain; thi så vel under denne som under rivalen Carl af Hessen og senere under Struensee fik Moltke forskellige hæders- og tillidsposter.
Han overtog straks atter sit Livregiment Dragoner, blev kavaleriinspektør i Hertugdømmerne, generalmajor, hvid ridder og en tid lang oberstløjtnant i Hestgarden.
Først den Guldbergske periode synes ikke at have været Moltke gunstig; et halvt år efter Struensees fald 1772 fratrådte han nemlig som inspektør og regimentschef. Men lidt efter arbejder han sig atter frem: 1774 blev han generalløjtnant, 1779 kommanderede han en lystlejr ved Horsens, og efter at Frederik VI som kronprins har overtaget statsstyrelsen, når Moltke de højeste stillinger. Under Kronprinsens deltagelse i felttoget i Norge 1788 kommanderede Moltke det på Sjælland værende kavaleri; 1789 blev han kavaleriinspektør i Danmark og Hertugdømmerne, 1791 general af kavaleriet, 1793 kommandant og 2 år senere guvernør i fæstningen Rendsborg; som sådan døde han 17. april 1800.
Moltke var ejer af Dronninggård og Dronninglund i Vendsyssel; dem mageskiftede han 1776 med Tirsbæk, som han solgte 1779. Året forinden havde han købt Muggesfelde ved Segeberg. I Rendsborg havde han sin egen gård, som kongen købte, og som derefter blev gouvernementsbolig.
Han blev i 1759 optaget i den københavnske frimurerloge St. Martin.
Moltke blev gift 23. november 1759 med sit søskendebarn Christine Cathrine de Cicignon (14. juli 1741 – 8. april 1800), datter af stiftamtmand Ulrich Friedrich de Cicignon. Hans 3 børn døde i ung alder.
Han er begravet i Garnisonskirken i Rendsborg.
Der findes et portrætmaleri og en miniature af A. Thornborg fra 1761-62 (Wedellsborg).